# San Pablo de Lípez (gemeente)
San Pablo de Lípez is een gemeente (municipio) in de Boliviaanse provincie Sur Lípez in het departement Potosí. De gemeente telt naar schatting 3.947 inwoners (2018). De hoofdplaats is San Pablo de Lípez.